# جنبش لاروش

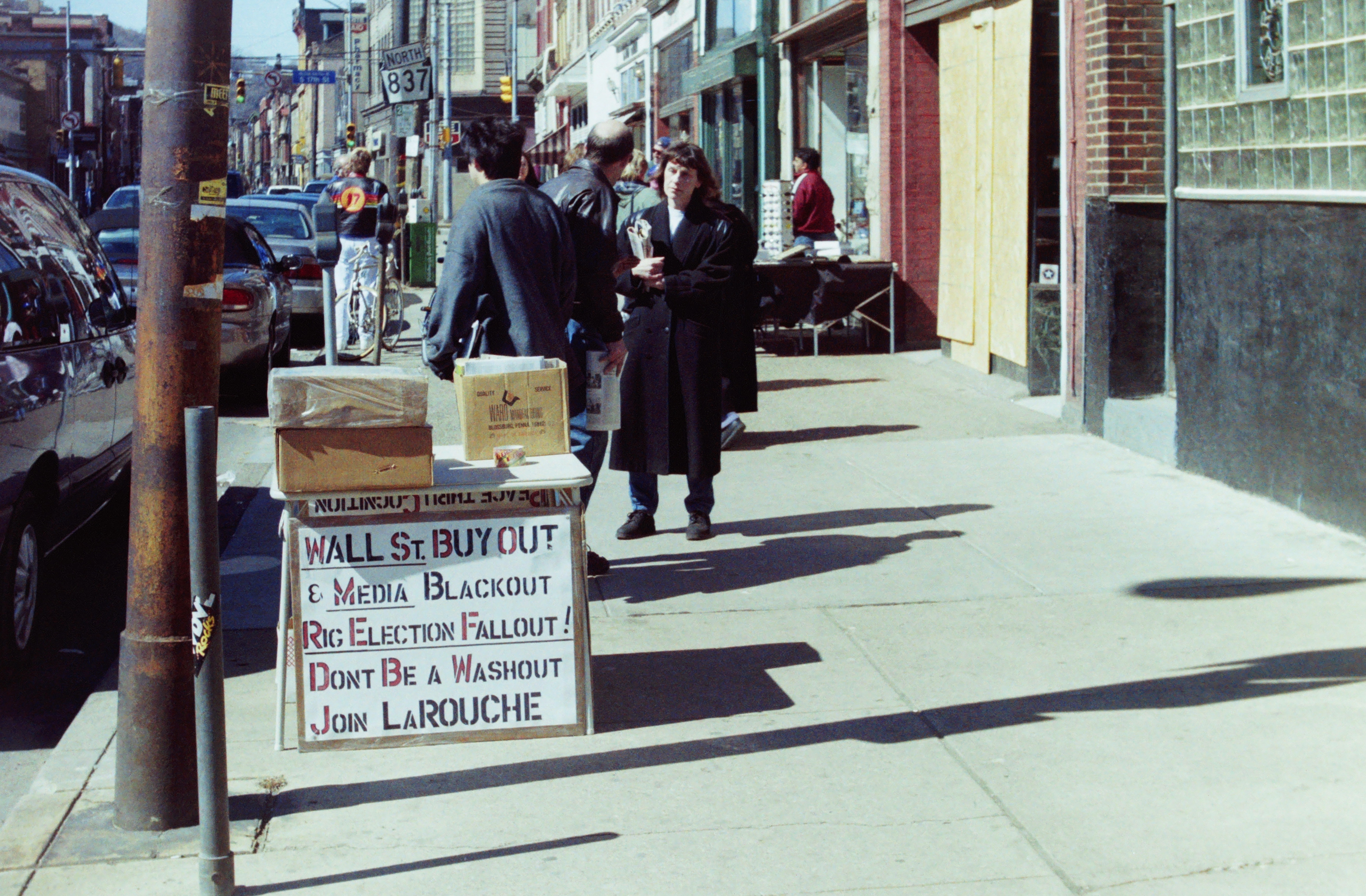
عکس مربوط به حامیان لاروش در مارس 2003 میلادی. حامیان این جنبش، انتشارات لاروش را در خیابان کارسون، ساوث ساید، پیتزبورگ منتشر می کنند.

جنبش لاروش (انگلیسی: LaRouche movement) شبکه سیاسی و فرهنگی مروج لیندن لاروش و آرای اوست. این جنبش سازمان‌ها و شرکت‌های بسیاری را در سراسر جهان شامل می‌شود که به کمپین، جمع‌آوری اطلاعات و انتشار کتاب و گاهنامه‌ها می‌پردازند. این جنبش مروج احیای هنر در یونان باستان و تعهد بیشتر به علم است؛ از توسعهٔ پروژه‌های زیربنایی اقتصادی بزرگ در مقیاس جهانی دفاع می‌کند و خواهان اصلاح نظام مالی جهانی برای تشویق سرمایه‌گذاری در اقتصاد فیزیکی و تضعیف سفته‌بازی است.
ریشهٔ این جنبش در سیاست دانشجویی چپ رادیکال دههٔ ۱۹۶۰ است. اکنون این گروه غالباً غیرقابل طبقه‌بندی دیده می‌شود.
هلگا زپ-لاروش گروه‌های سیاسی و فرهنگی را در آلمان در ارتباط با جنبش شوهرش ریاست می‌کند. احزابی در فرانسه، سوئد و دیگر کشورهای اروپایی و شاخه‌هایی در کشورهای دیگر نیز وجود دارند. 
تخمین زده می‌شود این جنبش بین پنج تا ده هزار عضو در آمریکا داشته باشد.